# Schismatoglottis prietoi
 (mai 2021).
Espèce
Schismatoglottis prietoi, la Schismatoglottis de Prieto, est une espèce de plantes à fleurs de la famille des Araceae et du genre Schismatoglottis. C'est une plante aquatique originaire des Philippines. Elle a été découverte pour la première fois à l'île de Cebu en 2013 par le collectionneur de plantes Esquerion Prieto et fut décrite en 2015.

## Répartition et habitat
Schismatoglottis prietoi n'est à ce jour connu que dans deux localités distantes d'environ 300 km sur l'île de Cebu au sud et au nord sur l'île de Luçon au Philippines.
On la trouve dans des rivières d'eau douce à débit rapide et peu profondes aux abords des forêts humides de plaine.
À la localité type de l'île de Cebu, Schismatoglottis prietoi se trouve exclusivement immergé.
Dans la localité de Luçon, elle se produit de manière amphibie aux abords de la rivière où elle forme des populations très étendues.

## Description
Schismatoglottis prietoi se développe en formant des grands peuplements dans les lits des rivières sablonneuses et graveleuses. Elle est maintenue par de minces rhizomes rampants et des stolons, comparables aux espèces de Cryptocorynes, mais plus denses. Elle est jusqu'à présent la seule espèce de Schismatoglottis qui est véritablement aquatique dans la nature.
La plante ne dépasse pas les 15 cm de auteur. Ses petites feuilles elliptiques et brillantes sont semblable à celles des Anubias nana mais sont d'un vert plus clair.

## Sources
- (en) Peter C. Boyce, Melanie P. Medecilo et Wong Sin Yeng, « A new and remarkable aquatic species of Schismatoglottis (Araceae) from the Philippines », Willdenowia, vol. 45, no 3,‎ 2015, p. 405-408 (DOI 10.3372/wi.45.45304).
- (en) Wong Sin Yeng, « Rheophytism in Bornean Schismatoglottideae (Araceae) », Systematic Botany, vol. 38, no 1,‎ janvier-mars 2013, p. 32-45 (JSTOR 23362733).
- (en) Wong Sin Yeng, Alistair Hay et Peter Boyce, « An Annotated Check-list for Schismatoglottis », Journal of the International Aroid Society, vol. 41, nos 2 et 3,‎ janvier 2018, p. 34-200.
- (en) Wong Sin Yeng et Peter Boyce, « Studies on Schismatoglottideae (Araceae) of Borneo IX: A new genus, Hestia, and resurrection of Apoballis », Botanical Studies, vol. 51, no 2,‎ avril 2010, p. 249-255.